# ذا سيمز 2: يونيفرسيتي
ذا سيمز 2: يونيفرسيتي (بالإنجليزية: The Sims 2: University)‏ هي لعبة فيديو وهي أول توسعة للعبة ذا سيمز 2، أنتجت في سنة 2005، تختص هذه اللعبة بذهاب اللاعب في الجامعة لأجل حصوله على الشهادة، وثم يمتهن المهنة ألتي درسها.